# Half on a Baby
Half on a Baby è un brano dell'artista R&B statunitense R. Kelly, pubblicato il 30 agosto del 1998 come terzo singolo ufficiale estratto dal suo album di maggior successo R..

## Video musicale
Il videoclip del brano è stato diretto da Hype Williams, ed è stato pubblicato nello stesso giorno di rilascio del brano.

## Classifiche
| Classifica (1998-99) | Posizione massima |
| -------------------- | ----------------- |
| Germania             | 38                |
| Paesi Bassi          | 19                |
| Nuova Zelanda        | 18                |
| Svizzera             | 43                |
| Regno Unito          | 16                |
| Stati Uniti (R&B)    | 51                |